# الاهواب (فرع العدين)

تعديل مصدري - تعديل

الاهواب محلة تابعة لقرية المزحانة، التابعة لعزلة بني احمد والثلث بمديرية فرع العدين إحدى مديريات محافظة إب في الجمهورية اليمنية، بلغ تعداد سكانها 116 حسب تعداد اليمن لعام 2004.